# Ръждавица
 Тази статия е за селото в Община Сурдулица.  За селото в Община Кюстендил вижте Раждавица.  
Ръждавица (на сръбски: Рђавица или Rđavica) е село в община Сурдулица, Пчински окръг, Сърбия. Според преброяването от 2011 г. населението му е 20 жители.

## Население
- 1948 – 295
- 1953 – 382
- 1961 – 271
- 1971 – 268
- 1981 – 160
- 1991 – 87
- 2002 – 40
- 2011 – 20

## Етнически състав
(2002)
- 40 (100%) – сърби